# Julianna Guill
Julianna Guill (ur. 7 lipca 1987 w Winston-Salem w Karolinie Północnej, USA) – amerykańska aktorka filmowa i telewizyjna.
Nim przeniosła się do Kalifornii, gdzie rozpoczęła profesjonalną karierę aktorską, uczęszczała na New York University.

## Filmografia
- Be Good Daniel (2004) jako Janet
- Pogoda na miłość (One Tree Hill, 2004–2005) jako Ashley
- CSI: Kryminalne zagadki Miami (CSI: Miami, 2006–2007) jako Kellie/dziewczyna #2
- CSI: Kryminalne zagadki Las Vegas (CSI: Las Vegas, 2007) jako Monica
- My Alibi (2008–2009) jako Scarlet Haukkson
- 2 Dudes and a Dream (2009) jako Stacy
- Fired Up (2009) jako Amy
- Piątek, trzynastego (Friday the 13th, 2009) jako Bree
- 90210 (2009–2010) jako Savannah Montgomery
- Moje superkrwawe urodziny (My Super Psycho Sweet 16, 2009) jako Madison Penrose
- Costa Rican Summer (2010) jako Eva
- Na wysokości (Altitude, 2010) jako Mel
- Crystal Lake Memories: The Complete History of Friday the 13th (2013) jako ona sama
- Alex of Venice (2014) jako Anya